# Альбіно (фільм)
«Альбіно» (англ. Albino) — фільм 1976 року.

## Сюжет
Британський офіцер південноафриканської поліції в Родезії полює за терористом альбіносом, який зґвалтував і вбив його наречену.

## У ролях
| Актор          | Роль             |
| -------------- | ---------------- |
| Крістофер Лі   | Білл             |
| Джеймс Фолкнер | Терік            |
| Хорст Франк    | Шепіт Смерті     |
| Сібіл Даннінг  | Саллі            |
| Ерік Шуманн    | капітан Тернбулл |
| Саша Хен       | Пітер            |
| Сем Вільямс    | Катчему          |
| Дора Пальма    |                  |
| Гаррі Макела   |                  |
| Джош дю Туа    |                  |
| Тревор Говард  | доктор Йоханнес  |